# Monastère Saint Michel de Pegaliïvski
Le monastère Saint Michel de Pegaliïvski, une institution religieuse de la ville ukrainienne de Pegaliïvski du raïon de Bachtanka.

## Histoire
C'est un monastère de femmes qui dépend de l'Église orthodoxe ukrainienne (patriarcat de Moscou), il est situé sur la rive du réservoir de Sofiiv. Il comprend l'église Saint-Michel et trois églises annexes : l'Archange Michel, Sainte-Pélagie et le martyr Andrii Stratilat.
Mykhailo, Andriy et leur père Isidore Durilin décidèrent en 1897 de créer une église pour leur mère Pélagie. En 1904, le temple fut consacré